# Estación El Palenque
Estación El Palenque, El Palenque o Pueblo San Rómulo es una localidad y comuna de 1ª categoría del distrito Tala del departamento Paraná, en la provincia de Entre Ríos, República Argentina. 
La población de la localidad, es decir sin considerar el área rural, era de 67 personas en 1991 y de 142 en 2001. La población de la jurisdicción de la junta de gobierno era de 445 habitantes en 2001.
Los límites jurisdiccionales de la junta de gobierno fueron fijados por decreto 1732/1986 MGJE del 14 de mayo de 1986.

## Comuna
La reforma de la Constitución de la Provincia de Entre Ríos que entró en vigencia el 1 de noviembre de 2008 dispuso la creación de las comunas, lo que fue reglamentado por la Ley de Comunas n.º 10644, sancionada el 28 de noviembre de 2018 y promulgada el 14 de diciembre de 2018. La ley dispuso que todo centro de población estable que en una superficie de al menos 75 km² contenga entre 700 y 1500 habitantes, constituye una comuna de 1ª categoría. La Ley de Comunas fue reglamentada por el Poder Ejecutivo provincial mediante el decreto 110/2019 de 12 de febrero de 2019, que declaró el reconocimiento ad referéndum del Poder Legislativo de 34 comunas de 1ª categoría con efecto a partir del 11 de diciembre de 2019, entre las cuales se halla El Palenque. La comuna está gobernada por un departamento ejecutivo y por un consejo comunal de 8 miembros, cuyo presidente es a la vez el presidente comunal. Sus primeras autoridades fueron elegidas en las elecciones de 9 de junio de 2019.

## Estación ferroviaria
Se encuentra precedida por la Estación La Picada y le sigue la Estación Cerrito, en el ramal Paraná - El Pingo del Ferrocarril General Urquiza.